# 現代建設
現代建設（韩语：／ Hyeondaegeonseol Jusikhoesa）是韓國的一家大型建築公司。由鄭周永於1947年創立，前身是現代土木工程公司，是現代集團的重要組成部分。 現代建築和現代工程於1999年合併。
現代建築在1970年代和80年代向中東輸入韓國勞工從事建築項目方面發揮了重要作用。 在1975年之後的十年裡，現代汽車在該地區簽署了第一份合同，在阿巴斯港附近為伊朗海軍建造造船廠。80萬韓國人前往沙特工作，另有2.5萬人前往伊朗；現代是他們最大的雇主。
在以韓國外匯銀行為最大債權人的債權人管理下，現代集團在2001年至2006年間分裂為多個實體。截至2007年3月，HDEC成為了現代商船的主要股東，現代商船是現代集團的實際控股公司。現代集團和現代汽車集團（現代集團的另一個分拆公司）都在競相收購HDEC。

## 承建項目

### 國內
- 京釜（首爾-釜山）高速公路
- 北漢江、昭陽江水壩、多用途水壩
- 1970年代首爾江南公寓
- 現代蔚山造船廠
- 現代汽車蔚山園區
- 蔚山產業園區
- 浦項製鐵巨人浦項和光陽
- 蔚山大橋
- 巨錦大橋
- 馬山昌原大橋

### 海外
- 孟加拉國Bangabandhu 橋
- 賈貝阿里工業港口建設
- 新加坡新達城大廈項目
- 科威特謝赫賈比爾艾哈邁德薩巴赫堤道
- 香港太和邨一、二期
- 香港青衣邨二期（包括楓樹窩體育館、明愛聖若瑟中學及仁濟醫院趙曾學韞小學）
- 香港藍天海岸一期
- 香港碧海藍天（為發展商之一）
- 香港浪澄灣
- 香港國際都會